# Černín
Černín (in tedesco Czernin) è un comune della Repubblica Ceca facente parte del distretto di Znojmo, in Moravia Meridionale.